# Дейвид Харбър
Дейвид Кенет Харбър (роден на 10 април 1975 г.) е американски актьор. Получава признание за ролята си на Джим Хопър в научнофантастичния сериал на „Netflix“ „Stranger Things“ (2016 г.), за която печели наградата на критиката през 2018 г. За ролята е получил и номинации за „Emmy“ и „Златен глобус“.

## Избрана филмография
| Година | Филм               | Оригинално заглавие         | Роля                                | Режисьор         |
| ------ | ------------------ | --------------------------- | ----------------------------------- | ---------------- |
| 2004   | Кинси              | Kinsey                      | Робърт Кинси                        | Бил Кондън       |
| 2005   | Война на световете | War of the Worlds           | работник на док                     | Стивън Спилбърг  |
| 2005   | Планината Броукбек | Brokeback Mountain          | Рандъл Малоун                       | Анг Лий          |
| 2008   | Спектър на утехата | Quantum of Solace           | Грег Бим                            | Марк Форстър     |
| 2008   | Пътят на промените | Revolutionary Road          | Шеп Кембъл                          | Сам Мендес       |
| 2011   | Зеленият стършел   | The Green Hornet            | Франк Сканлън                       | Мишел Гондри     |
| 2014   | Билет за отвъдното | A Walk Among the Tombstones | Рей                                 | Скот Франк       |
| 2014   | Закрилникът        | The Equalizer               | Франк Мастърс                       | Антоан Фукуа     |
| 2015   | Черна служба       | Black Mass                  | Джон Морис                          | Скот Купър       |
| 2016   | Отряд самоубийци   | Suicide Squad               | Дерек Толивър                       | Дейвид Ейър      |
| 2016   | Странни неща       | Stranger Things             | шериф Джим Хопър                    | Братя Дафър      |
| 2019   | Хелбой             | Hellboy                     | Хелбой                              | Нийл Маршъл      |
| 2021   | Черната вдовица    | Black Widow                 | Алексей Шостаков / Червения пазител | Кейт Шортленд    |
| 2021   | Без резки движения | No Sudden Move              | Мат Верц                            | Стивън Содърбърг |

1. ↑  www.vnews.com //   11 май 2018 г. Посетен на 17 юли 2021 г.
2. ↑  people.com //   Посетен на 17 юли 2021 г.